# Pseudoeriosema andongense
Espèce
Synonymes
- Eriosema holophyllum Baker f.[1]
- Glycine holophylla Taub.[1]
- Lotodes andongense (Welw. ex Baker) Kuntze[1]
- Pseudoeriosema andongense subsp. andongense[1]
- Psoralea andongense Baker[1]

Pseudoeriosema andongense est une espèce de plantes à fleurs de la famille des Fabaceae et du genre Pseudoeriosema présente dans plusieurs pays d'Afrique subsaharienne.

## Liste des sous-espèces
Selon Catalogue of Life (7 juin 2020) :
- sous-espèce Pseudoeriosema andongense subsp. andongense
- sous-espèce Pseudoeriosema andongense subsp. bequaertii

Selon The Plant List (7 juin 2020) :
- sous-espèce Pseudoeriosema andongense subsp. bequaertii (De Wild.) Verdc.

Selon Tropicos (7 juin 2020) (Attention liste brute contenant possiblement des synonymes) :
- sous-espèce Pseudoeriosema andongense subsp. andongense
- sous-espèce Pseudoeriosema andongense subsp. bequaertii (De Wild.) Verdc.